# Équipe du Kazakhstan de curling
L'équipe du Kazakhstan de curling est la sélection qui représente le Kazakhstan dans les compétitions internationales de curling. 
En 2017, l'équipe nationale est classé comme nation numéro 39 chez les hommes et numéro 34 chez les femmes.

## Historique
Il existe un centre consacré au curling à Almaty
De 2004 à 2006, l'équipe était intégrée au championnat européen puis intègre le championnat Asie-Pacifique à partir de 2012. Le sport a connu un élan particulier avec l'organisation des Universiade d'hiver de 2017 à Almaty.

## Palmarès et résultats

### Palmarès masculin
Titres, trophées et places d'honneur
- Championnats du monde Hommes
  - Meilleur résultat : aucune participation
- Championnats Asie-Pacifique Hommes
  - Meilleur résultat : 6e en 2012

### Palmarès féminin
Titres, trophées et places d'honneur
- Championnats du monde Femmes
  - Meilleur résultat : aucune participation
- Championnats Asie-Pacifique Femmes
  - Meilleur résultat : 4e en 2015

### Palmarès mixte
Titres, trophées et places d'honneur
- Championnat du Monde Doubles Mixte depuis 2015 (2 participation(s))
  - Meilleur résultat : 8ème pour : Championnat du Monde Doubles Mixte - Groupe D